# بلدة ألندل تشارتر (ميشيغان)
ألندل تشارتر (بالإنجليزية: Allendale Charter Township, Michigan)‏ هي بلدة تقع بولاية ميشيغان في الولايات المتحدة. تبلغ مساحتها 83.4 (كم²)، وترتفع عن سطح البحر 191 م، بلغ عدد سكانها 20708 نسمة في عام تعداد الولايات المتحدة 2010 حسب إحصاء مكتب تعداد الولايات المتحدة وتصل الكثافة السكانية فيها 255.3 نسمة/كم2.

## وصلات خارجية
- http://www.allendale-twp.org/
- The US50 - Cities and Towns in Michigan State
- Michigan Cities and Towns, Facts, Map, Flag, Colleges, Government, and More